# السیگورن
السیگورن (به لاتین: Elsighorn) یک کوه در سوئیس است که در کانتون برن واقع شده‌است. السیگورن ۲٬۳۴۱ متر بالاتر از سطح دریا واقع شده‌است.